# Introspekció
Az introspekció (angol nyelven introspection) egyfajta önmegfigyelés, melyben a személy a belső gondolatait, vágyait és észleleteit tudatosan közvetíti magának. Ez egy lehetséges módja annak, hogy valaki a gondolataira és következtetéseire támaszkodva megvizsgálja a személyes gondolatait, érzéseit és a spirituálisabb történéséket, ami a személyben (lelkében) végbemegy. Úgy is nevezhetnénk, mint valakinek a saját szelfjéről (angolul self=én, énfogalom) való szemlélődést, aminek az ellentéte a megfigyelés (extrospekció), melyben egy külső megfigyelő vizsgálja egy másik személy lelki folyamatait. Az introspekciót használhatják szinonimaként az emberi szelf tükörképeként, ugyanis használható a lélek egyfajta spirituális önvizsgálatára is.

## Az introspekció születése
Az introspekció gondolata először Descartes-nál jelenik meg, aki a karteziánus gondolkodás következtében eljut a „gondolkodom, tehát vagyok” kitételhez. Ez alapján Descartes megállapítja, hogy a saját tapasztalás és az egyén gondolkodása csak úgy válhat kiindulóponttá, ha a gondolkodó lény közvetlen tudomással bír saját gondolatairól. A megismerő ember lelkét alapvetően önreflexívnek tartja, és úgy véli, hogy a saját tudatállapotainkhoz mindig hozzáférhetünk. Ezt a doktrínát követte a pszichológia két és fél évszázadon keresztül. Hallgatólagosan ez volt minden önmegfigyelésen alapuló pszichológia kiinduló tézise. Maga az introspekció, mint kifejezés 19. századi találmány lesz, Descartes-nál csak az elvi, gondolati háttér található meg konkrétan. Maga a gondolat Hippói Szent Ágostonnál is megjelent, de ő elsősorban a morális öntudat erkölcsösséget befolyásoló szerepét hangsúlyozza.

## Az introspekció a pszichológiában
Az önmegfigyelést már Descartes után is használták a filozófusok, mint módszert, de az általuk végzett önbeszámolók forrását maga a filozófus képezte. Gyökeres változást eredményezett a módszer használatában Wilhelm Wundt német pszichológus munkássága, akinek a nevéhez kötik a tudományos pszichológia megszületését is (1879). Wundt az általa már introspekciónak nevezett önmegfigyelési módszert még mindig a hagyományos doktrínából öröklött elv szerint használta, miszerint a saját lelki állapotaihoz az ember mindig hozzá tud férni, az önmegfigyelésnek adatait tekintve mindig igaza van. Ugyanakkor másról szól Wundt introspekciója, mint a filozófusok önmegfigyelése és a hétköznapi emberek lelki jelenségeiről meglévő tudása. Az ő alkalmazási módjában az önmegfigyelés a kísérlet elemét képezte, melyben a kísérletező által rendszeresen változtatott külső eseménynek (ingereknek) megfelelően figyelték egy belső esemény, az önmegfigyeléssel kísért élményváltozást. Ennek alapján a pszichológus egy másik személy önmegfigyelését használta adatként és nem a saját befelé tekintésének a produktumát. Ennek ellenére a kutató továbbra is úgy kezelte a beszámolót, mint a belső valóságra vonatkozó feltétlenül érvényes számadást.
A Wundt által lefektetett kísérleti módszer szigorú szabálya volt, hogy kizárólag pszichológus kolléga lehet kutatási alany, azt abszurditásnak tekintette a kor, hogy egy a pszichológiához nem értő hétköznapi ember legyen a kísérleti személy, akinek az önbeszámolója képezte volna az adatokat. A kései 19. században a pszichológusok, köztük a francia Alfred Binet; a német Würzburg-i iskola; az amerikai Edward Bradford Titchener elfogadták az introspekciót, mint legfőbb tudományos módszert, azonban az objektivizmus és a behaviorizmus száműzte azt a tudományos pszichológiából.
A behavioristák szerint, az introspekció megbízhatatlan egy tézis, vagy elmélet megalapozásához, a hiteles válaszokat objektív külső szemlélők megfigyelései alapján kaphatjuk meg, amely a tudományos pszichológiának az alapját kell, hogy képezze. Ez vezetett ahhoz, hogy a pszichológia fókusza a mérhető viselkedés felé fordult a tudat és az észlelet helyett. A pszichoanalízis negatívan viszonyul az introspekcióhoz, mint módszerhez, ugyanis nem tartja képesnek az egyént arra, hogy a saját tudattalanjába férkőzzön, habár a pszichoanalízis is az önmegfigyelésnek köszönheti a születését Sigmund Freud önanalízise által.
A kognitív pszichológia elfogadja a tudományos módszerek használatát, de gyakran visszautasítja az introspekciót, mint érvényes kutatási módszert, abból kifolyólag, hogy az eljárás nem elég objektív. Herbert Simon és Allen Newell meghatározta a „hangos gondolkodás protokollját”, amely szerint, amikor egy feladatban a vizsgált személy hangosan kimondja a gondolatait, akkor az a gondolkodási folyamat a megfigyelő számára is hozzáférhetővé válik anélkül, hogy maga a személy eltorzítaná azokat. Ezt a módszert tekinthetjük az introspekció továbbélésének is. Másrészről az introspekció a mai napig lehet egy elfogadható és érvényes módja a tudományos hipotézisek és az elméleti modellek fejlesztésének, ahogy a módszer megjelenik a kognitív és a mérnöki tudományokban is. Az introspekciós módszer által feltárt tapasztalatok a gyakorlatban segítettek olyan számítási és számítógépes modellek kidolgozásában és megtervezésében, mint a meta-érvelés és a metakogníció.